# (7316) Hajdu
(7316) Hajdu  es un asteroide perteneciente al cinturón de asteroides, descubierto el 30 de septiembre de 1973 por Ingrid van Houten-Groeneveld, Cornelis Johannes van Houten y Tom Gehrels desde el Observatorio Palomar, en Estados Unidos.

## Designación y nombre
Hajdu se designó inicialmente como 3145 T-2.
Más adelante fue nombrado en honor al escultor húngaro-francés Étienne Hajdú (1907–1996).

## Características orbitales
Hajdu orbita a una distancia media del Sol de 2,7949 ua, pudiendo acercarse hasta 2,4680 ua y alejarse hasta 3,1218 ua. Tiene una excentricidad de 0,1169 y una inclinación orbital de 4,8130° grados. Emplea en completar una órbita alrededor del Sol 1706 días.

## Características físicas
Su magnitud absoluta es 14,0. Tiene 5,422 km de diámetro. Su albedo se estima en 0,181.